# 古市橋站

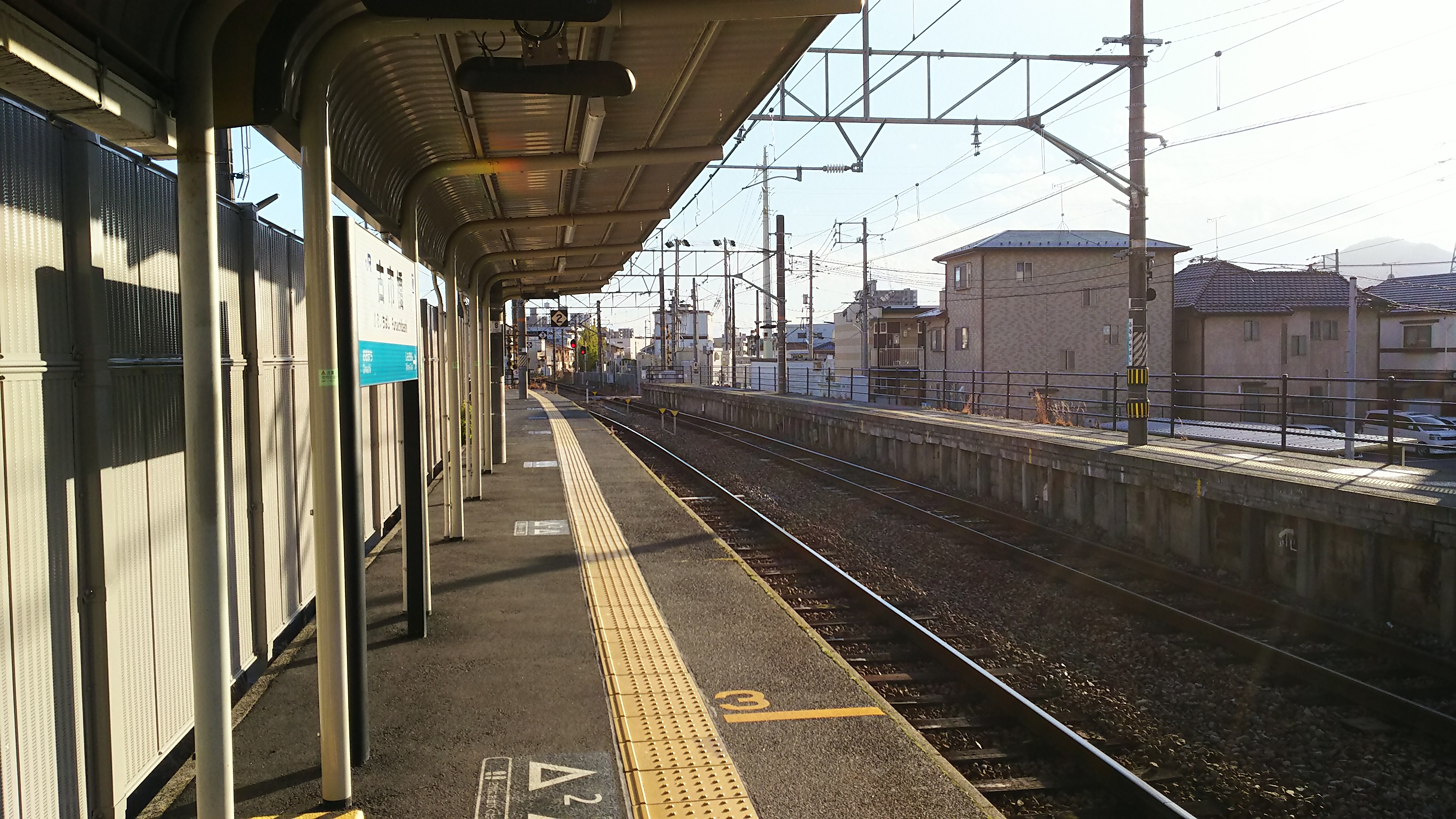
月台（2020年1月29日）後方為橫川、廣島方向

古市橋站（日语：／ Furuichibashi eki */?）是位於廣島縣廣島市安佐南區古市三丁目，西日本旅客鐵道（JR西日本）的可部線車站。車站編號為JR-B07。

## 歷史
- 1910年（明治43年）
  - 11月19日 - 大日本軌道（日语：大日本軌道）廣島支社線從祇園停留場（現已不存在）延伸至此站，此站啟用。當時為一般車站。
  - 12月25日 - 大日本軌道廣島支社線從此站延伸至太田川橋停留場（現時：上八木站），成為中途站。
- 1919年（大正8年）3月11日 - 大日本軌道廣島支社線轉議至可部軌道，成為可部軌道的車站。
- 1926年（大正15年）5月1日 - 可部軌道與廣島電氣合併，成為廣島電氣車站。
- 1931年（昭和6年）7月1日 - 廣島電氣線轉讓給廣濱鐵道，成為廣濱鐵道車站。
- 1936年（昭和11年）9月1日 - 廣濱鐵道被國有化，成為國有鐵道可部線車站。
- 1960年（昭和35年）4月1日 - 終止貨物起卸業務（變為旅客車站）。
- 1984年（昭和59年）2月1日 - 終止行李起卸業務。
- 1987年（昭和62年）4月1日 - 伴隨國鐵分割民營化，車站由西日本旅客鐵道（JR西日本）營運。
- 1992年（平成4年）11月1日 - 開設綠色窗口[1]。
- 1994年（平成6年）8月20日 - 隨著大町站（Astram線的轉乘站）開業，於此站折返的列車延長至綠井站。
- 2000年（平成12年）3月 - 現時的車站大樓重建。
- 2007年（平成19年）
  - 7月19日 - 設置可支援ICOCA的簡易型自動閘機。
  - 9月1日 - 此站開始可以使用IC卡「ICOCA」。
- 2021年（令和3年）7月1日 - 車站業務委托公司由JR西日本廣島MAINTEC（日语：JR西日本広島メンテック）轉為JR西日本中國交通服務（日语：JR西日本中国交通サービス）[2]。

## 車站構造
車站是一座地面車站，設有2面2線的相對式月台。車站大樓位於廣島方向月台靠近可部一方。兩月台之間設有站內平交道連接。此站的自動閘機為簡易式。
此站是由可部站管理的業務委託車站，委托JR西日本相關公司JR西日本廣島Maintec負責車站業務。車站可以使用ICOCA與其互相可以使用的IC卡。此站位於JR特定都區市內制度中，「廣島市內」的車站。車站印章為「出雲石見街道而繁榮的車站」。
此站設有綠色窗口，營業時間為7:20~11:50和13:35~19:00。

### 月台
| 月台 | 路線   | 上下行 | 方向               |
| ---- | ------ | ------ | ------------------ |
| 1    | 可部線 | 上行   | 橫川、廣島方向     |
| 2    | 可部線 | 下行   | 綠井、安藝龜山方向 |

## 利用狀況
以下為各年度的使用人次。
| 年度               | 1日平均 乘車人次 | 年度總人次 | 定期票 人次 | 普通票 人次 |
| ------------------ | ---------------- | ---------- | ----------- | ----------- |
| 1968年（昭和43年） | 1,223.9          | 893,468    | 758,258     | 135,210     |
| 1969年（昭和44年） | 1,187.5          | 866,887    | 736,836     | 130,051     |
| 1970年（昭和45年） | 1,275.5          | 931,092    | 760,870     | 170,222     |
| 1971年（昭和46年） | 1,285.3          | 940,832    | 774,254     | 166,578     |
| 1972年（昭和47年） | 1,175.4          | 858,044    | 703,590     | 154,454     |
| 1973年（昭和48年） | 1,537.9          | 1,122,679  | 874,368     | 248,311     |
| 1974年（昭和49年） | 1,655.5          | 1,208,486  | 939,774     | 268,712     |
| 1975年（昭和50年） | 1,611.1          | 1,179,327  | 853,890     | 325,437     |
| 1976年（昭和51年） | 1,704.8          | 1,244,534  | 906,612     | 337,922     |
| 1977年（昭和52年） | 1,563.3          | 1,141,210  | 803,704     | 337,506     |
| 1978年（昭和53年） | 1,570.4          | 1,146,366  | 826,482     | 319,884     |

以上的1日平均乘車人次中，假設乘車和下車人次是相同，是以該年度總人次除以365（在閏年度，即1963、1967、1971和1975年度除以366），然後取捨至一位小數點。
| 年度                | 1日平均 乘車人次 |
| ------------------- | ---------------- |
| 1979年（昭和54年）  | 1,467            |
| 1980年（昭和55年）  | 1,357            |
| 1981年（昭和56年）  | 1,225            |
| 1982年（昭和57年）  | 1,153            |
| 1983年（昭和58年）  | 1,104            |
| 1984年（昭和59年）  | 1,183            |
| 1985年（昭和60年）  | 1,262            |
| 1986年（昭和61年）  | 1,479            |
| 1987年（昭和62年）  | 1,801            |
| 1988年（昭和63年）  | 2,115            |
| 1989年（平成 元年） | 2,119            |
| 1990年（平成02年）  | 2,521            |
| 1991年（平成03年）  | 2,852            |
| 1992年（平成04年）  | 3,177            |
| 1993年（平成05年）  | 3,515            |
| 1994年（平成06年）  | 2,669            |
| 1995年（平成07年）  | 1,795            |
| 1996年（平成08年）  | 1,697            |
| 1997年（平成09年）  | 1,613            |
| 1998年（平成10年）  | 1,620            |
| 1999年（平成11年）  | 1,642            |
| 2000年（平成12年）  | 1,633            |
| 2001年（平成13年）  | 1,607            |
| 2002年（平成14年）  | 1,581            |
| 2003年（平成15年）  | 1,613            |
| 2004年（平成16年）  | 1,595            |
| 2005年（平成17年）  | 1,580            |
| 2006年（平成18年）  | 1,617            |
| 2007年（平成19年）  | 1,655            |
| 2008年（平成20年）  | 1,673            |
| 2009年（平成21年）  | 1,685            |
| 2010年（平成22年）  | 1,617            |
| 2011年（平成23年）  | 1,628            |
| 2012年（平成24年）  | 1,700            |
| 2013年（平成25年）  | 1,740            |
| 2014年（平成26年）  | 1,817            |
| 2015年（平成27年）  | 1,819            |
| 2016年（平成28年）  | 1,819            |
| 2017年（平成29年）  | 1,848            |
| 2018年（平成30年）  | 1,853            |
| 2019年（令和元年）  | 1,849            |

乘車人次圖表
曾經此站設有許多巴士路線班次前往Astram線沿線的高校和大學，於繁忙時間設有於此站折返的列車班次，使用定期票的乘客非常多。但是在1994年8月Astram線開業後，這些乘客轉往大町站，該站可轉乘Astram線線。另外，在2004年10月至2012年3月之間的黃昏繁忙時間，快速「通勤Liner」會通過此站。

## 車站周邊
- 廣島市安佐南區公所
- 安佐南區民文化中心
  - 廣島市立安佐南區圖書館（日语：広島市立安佐南区図書館）
- 廣島縣立祇園北高等學校（日语：広島県立祇園北高等学校）
- 廣島市立古市小學（日语：広島市立古市小学校）
- 古市郵局
- 廣島銀行古市分店
- 紅葉銀行古市分店
- 伊予銀行（日语：伊予銀行）廣島北分店
- 唐吉訶德廣島祇園店
- 順天堂（日语：ジュンテンドー）
- 廣島縣安佐南警署（日语：安佐南警察署）
- 鷗州塾（日语：鴎州塾）安古市校
- 下古市巴士站

## 相鄰車站
西日本旅客鐵道
可部線
下祇園（JR-B06）－古市橋（JR-B07）－大町（JR-B08）

## 注腳

## 外部連結
- 古市橋｜車站資訊：JR出門網 - 西日本旅客鐵道